# باول هاميلتون
باول هاميلتون (23 مارس 1988 بكالغاري في كندا - ) هو لاعب كرة قدم كندي في مركز الدفاع. لعب مع نادي شمال كارولاينا ونادي ادمونتون وVancouver Whitecaps FC Residency ‏.

## وصلات خارجية
- باول هاميلتون على موقع قاعدة بيانات كرة القدم.إي يو (الإنجليزية)